# Schloss Gailenbach

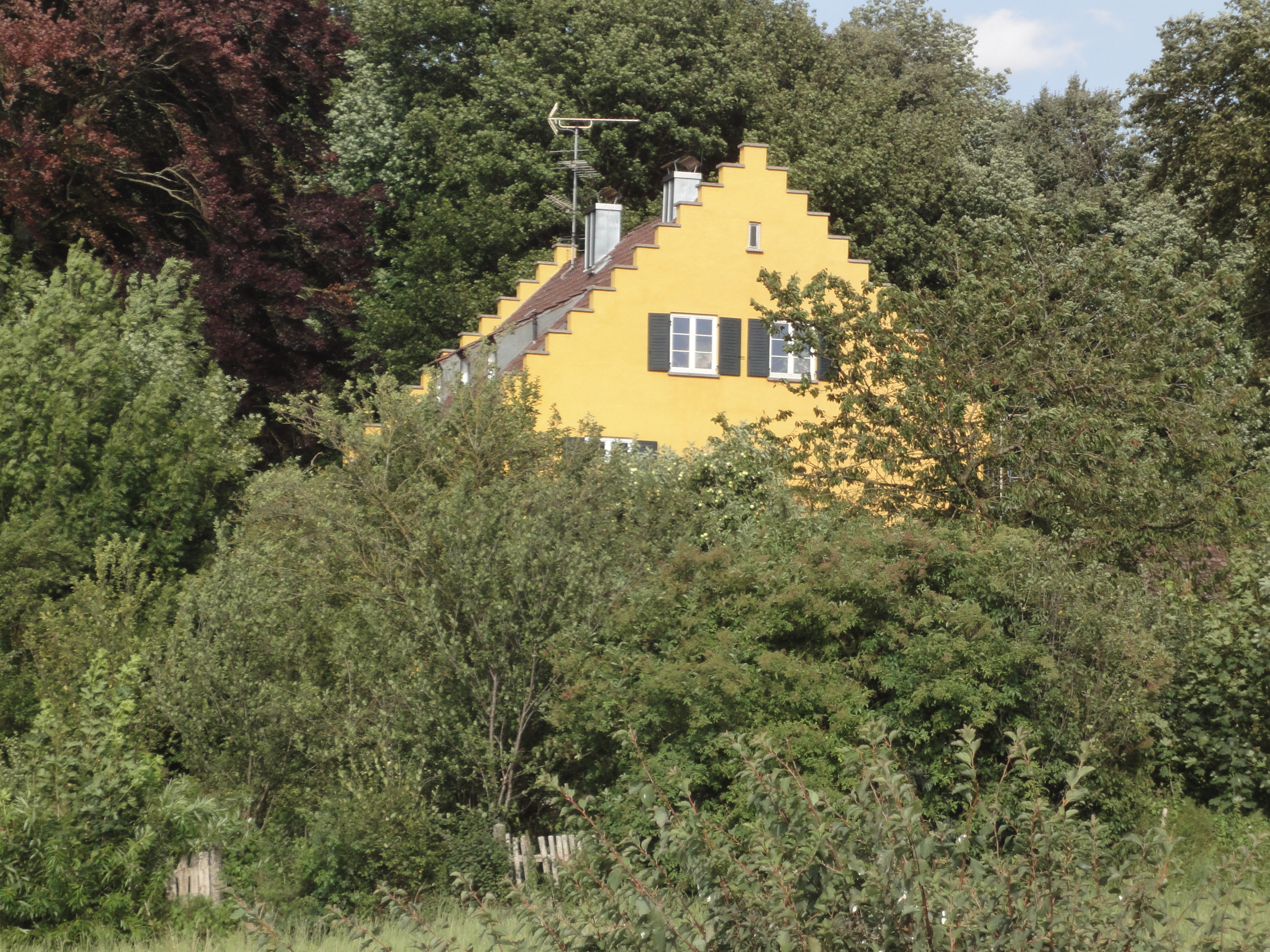
Das Schloss Gailenbach

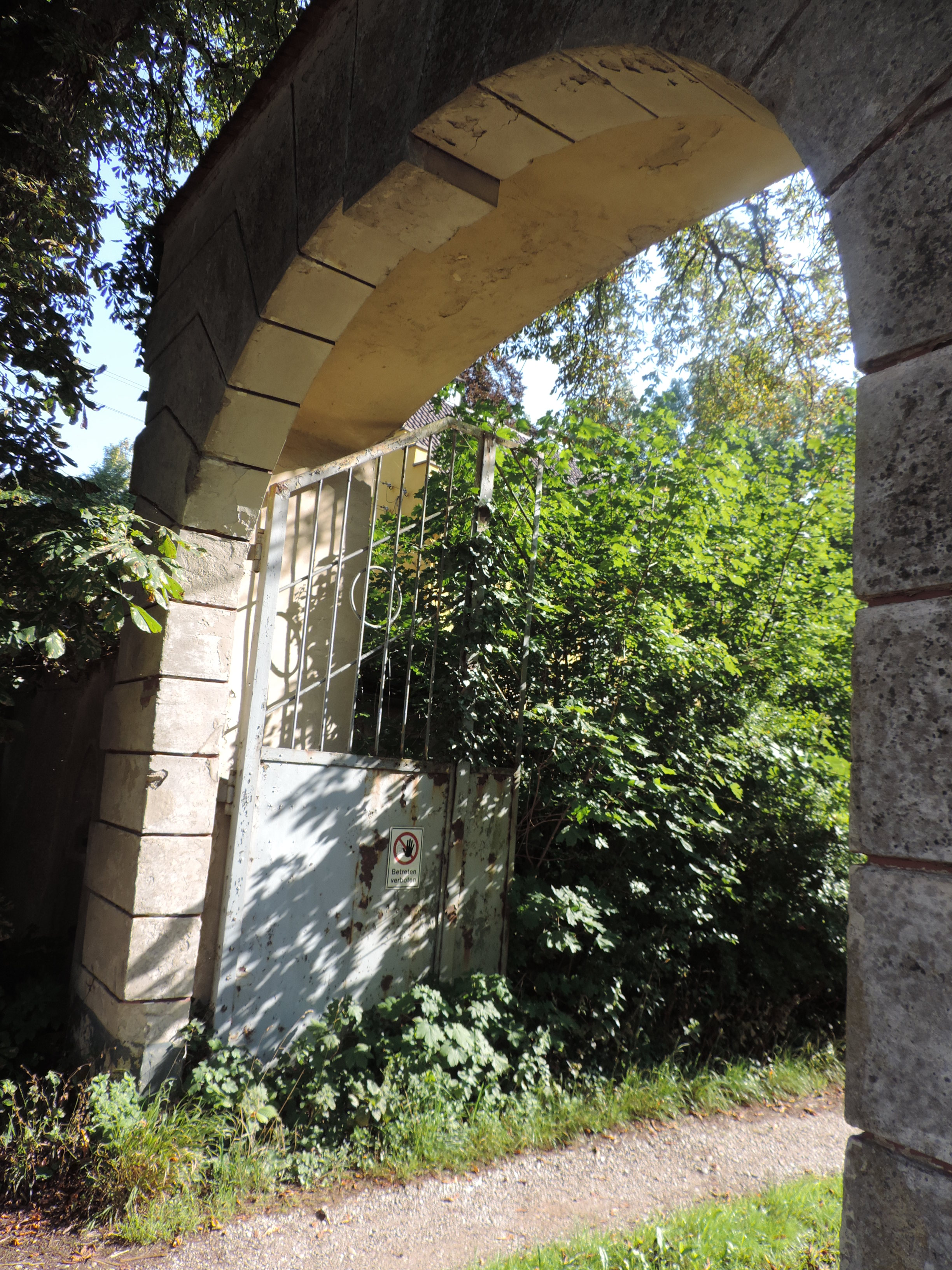
Rundbogentor

Das Schloss Gailenbach in Edenbergen im Landkreis Augsburg (Bayern) stammt vom Ende des 16. Jahrhunderts und steht unter Denkmalschutz.

## Geschichte
Zacharias Geizkofler, ein Augsburger Patrizier, 1593 mit dem Prädikat von und zu Gailenbach in die Reichsritterschaft inkorpiert und von 1589 bis zum Jahre 1603 Reichspfennigmeister des Heiligen Römischen Reichs, erwarb 1592 von David Haug für 16.000 Gulden das Lehen in dem schon 1283 erstmals urkundlich erwähnten Weiler Gailenbach. Noch im selben Jahr begann der Bau eines kleinen Schlosses mit Rüstkammer, Ökonomie, Bräustatt und Gartenanlagen, der  etwa 6000 Gulden kostete. Sein Sohn Ferdinand Geizkofler (1592–1653) verkaufte das Schloss 1622 für 11.000 Speciesthaler an den Kaufmann Matthias Koch (1581–1633). Im selben Jahrhundert wurde das Schlossgebäude außerdem um den Gutshof erweitert, ein genaues Jahr ist für den Bau nicht überliefert.
Schloss und Gutshof blieben über mehrere Generationen im Besitz der Familie Koch, ehe Markus Christoph Koch von Gailenbach (1699–1768) ohne männlichen Nachkommen starb und das Schloss an seine Schwester Susanna Helena, verwitwete von Paris, und ihren Sohn Johann Christoph Sigmund (1745–1804) überging. Letztgenannter ließ 1816/17 das Schloss gründlich umbauen:
Dabei wurden am Schloss das Satteldach mit seinen Zinnengiebeln durch ein geschopftes Mansarddach ersetzt und die Ziergärten zum Landschaftspark umgestaltet.
In den folgenden Jahrzehnten verblieb das Schloss im Besitz der Familie von Paris, Johann Benedikt von Paris (1781–1838) ließ 1822 anlässlich des 200-jährigen Besitzes des Schlossgutes in der Koch-Paris'schen Familie eine Gedenkmünze prägen. Nach dessen Tod ohne männlichen Nachkommen ging das Schloss 1838 an das protestantische Institut St. Anna aus Augsburg über und gelangte über einen Zwischenkäufer in den Besitz von August von Stetten aus dem Patriziergeschlecht Stetten. Die Stetten ließen 1955/56 das Schlossgebäude restaurieren und – in Anlehnung an den ursprünglichen Bestand – mit einem Satteldach mit Treppengiebeln decken. 1927 übernahm das Augsburger Kloster der Franziskanerinnen von Maria Stern den Gutshof, der aber Anfang der 1980er-Jahre aufgegeben wurde. Das Schloss und der Gutshof befinden sich heute in Privatbesitz.

## Architektur
Beim Schloss Gailenbach handelt es sich um einen zweigeschossigen Satteldachbau mit Treppengiebeln, dessen Kern von 1592 stammt; als Bauherr gilt ein Georg Hebel. Das Gebäude wurde 1816/17 umgebaut und letztmals 1955/56 renoviert. Heute präsentiert es sich mit einer gelb gestrichenen Außenfassade und grünen Fensterläden. Das Schloss ist im Westen durch ein mit einer Putzbosse verziertes Rundbogentor mit dem Gutshof verbunden. Zum Schloss gehört eine weitläufige Parkanlage, die von einer inzwischen äußerst maroden Schlossmauer umgeben ist, bei der es sich im eigentlichen Sinne um einen Lattenzaun mit großen Säulen aus Backsteinen handelt(e).
Das Gelände steht auch als Bodendenkmal unter Denkmalschutz, da sich im Bereich der Anlage Befunde aus der Frühen Neuzeit nachweisen ließen. An der südlichen Umfassungsmauer des Schlossparks findet sich außerdem eine einzelne Linde, die unter Naturdenkmalschutz steht.

## Bewohner des Schlosses

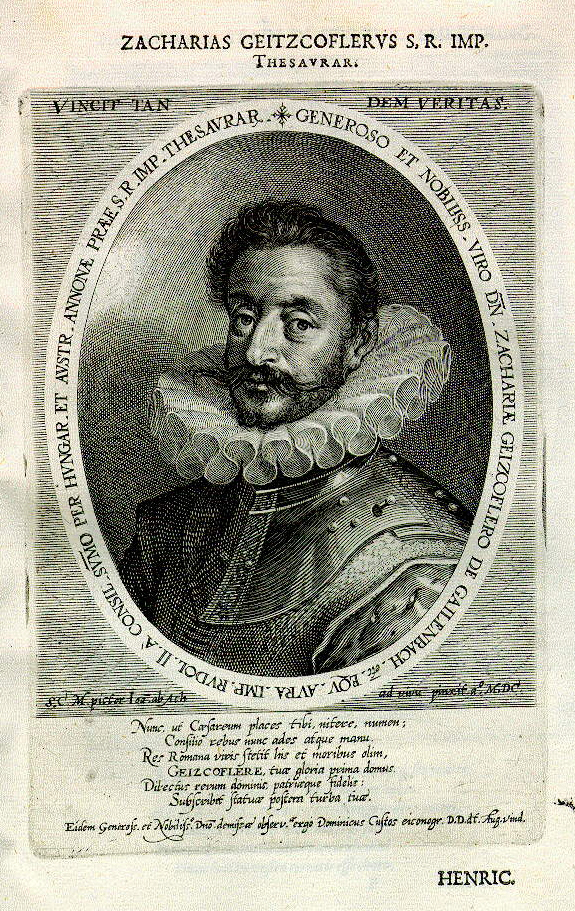
Zacharias Geizkofler

Die folgenden Persönlichkeiten haben zumindest zeitweise auf Schloss Gailenbach gelebt:
- Zacharias Geizkofler von Gailenbach und Haunsheim (* 1. November 1560; † 8. Mai 1617)
- Ferdinand Geizkofler von Gailenbach und Haunsheim (* 19. Juni 1592; † 2. Februar 1653)
- Matthias Koch der Ältere (* 1581; † 1633)
- Matthias Koch der Jüngere von Gailenbach (* 1610; † 12. Juni 1680)
- Johannes Koch von Gailenbach (* 5. Januar 1614; † 1. November 1693)
- Johann Matthias Koch von Gailenbach (* 1646; † 1713)
- Johann Christoph Koch von Gailenbach (* 1653 oder 1654; † 26. März 1717)
- Markus Christoph Koch von Gailenbach (* 1699; † 1768)
- Johann Christoph Sigmund von Paris (* 1745; † 7. März 1804)
- Johann Benedikt von Paris (* 13. Juni 1781; † 24. April 1838)
- August von Stetten (* 9. Dezember 1811; † 14. September 1895)

## Impressionen vom Schlossgelände

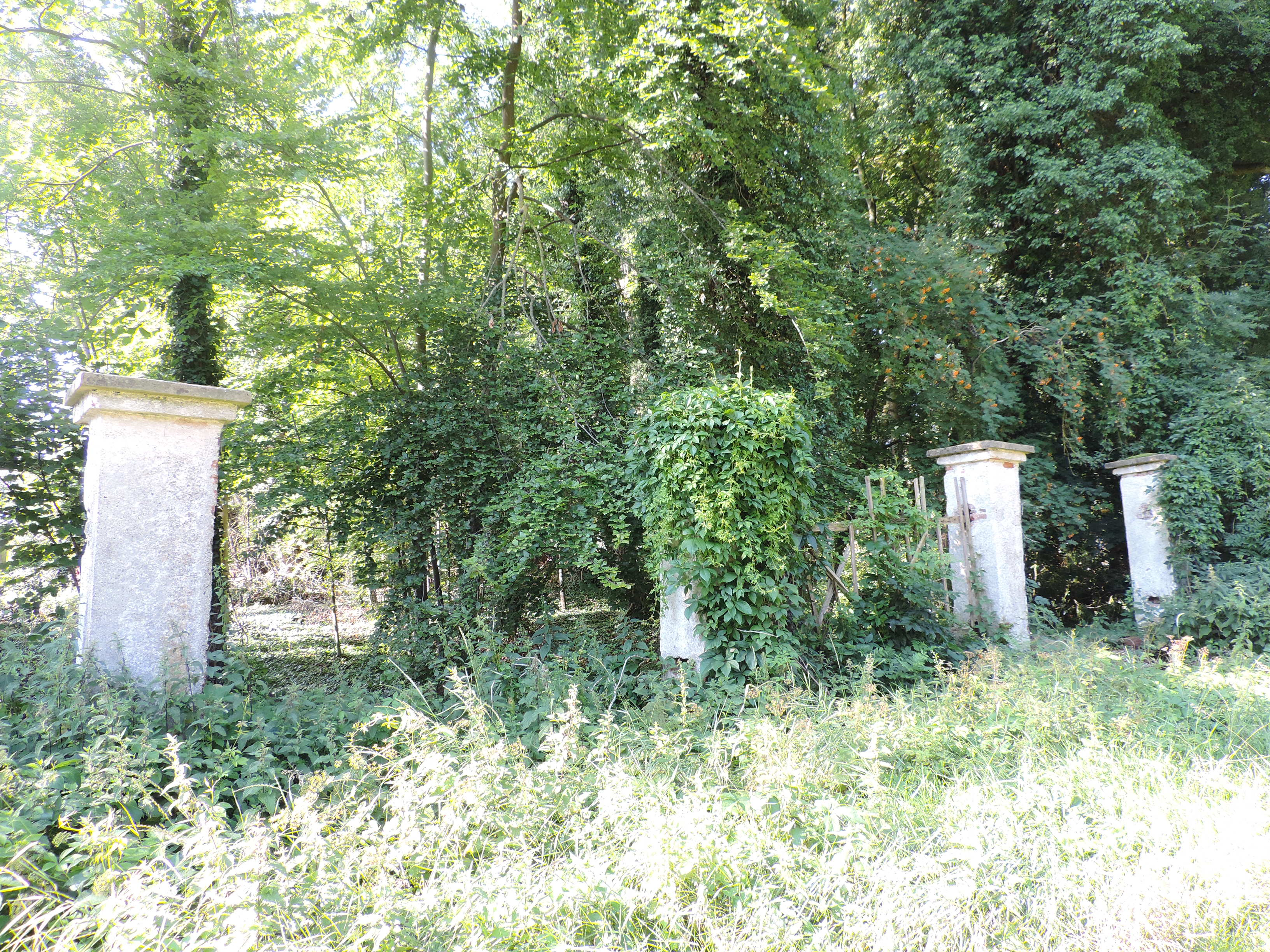
Schlossmauer
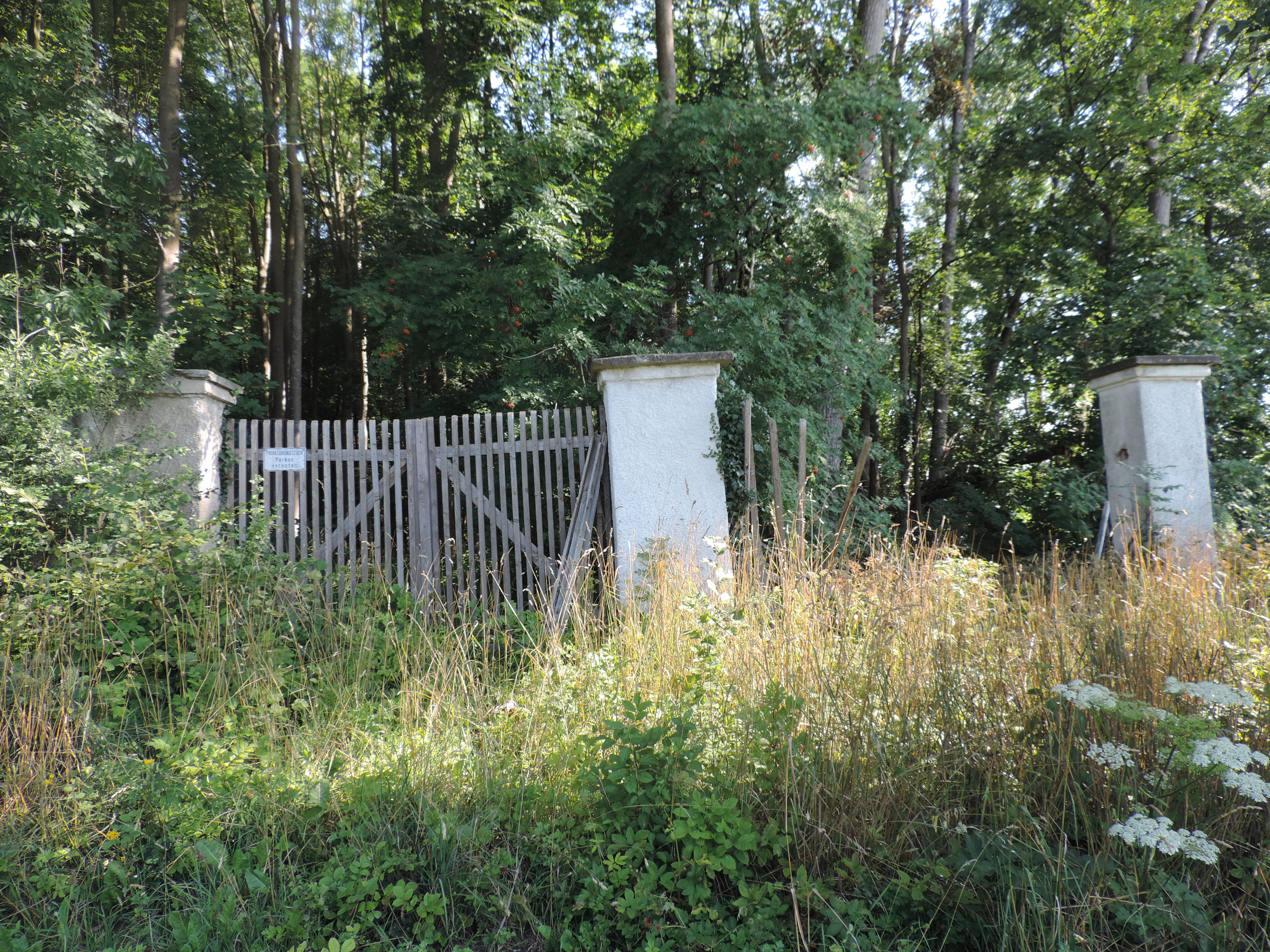
Parkeinfahrt
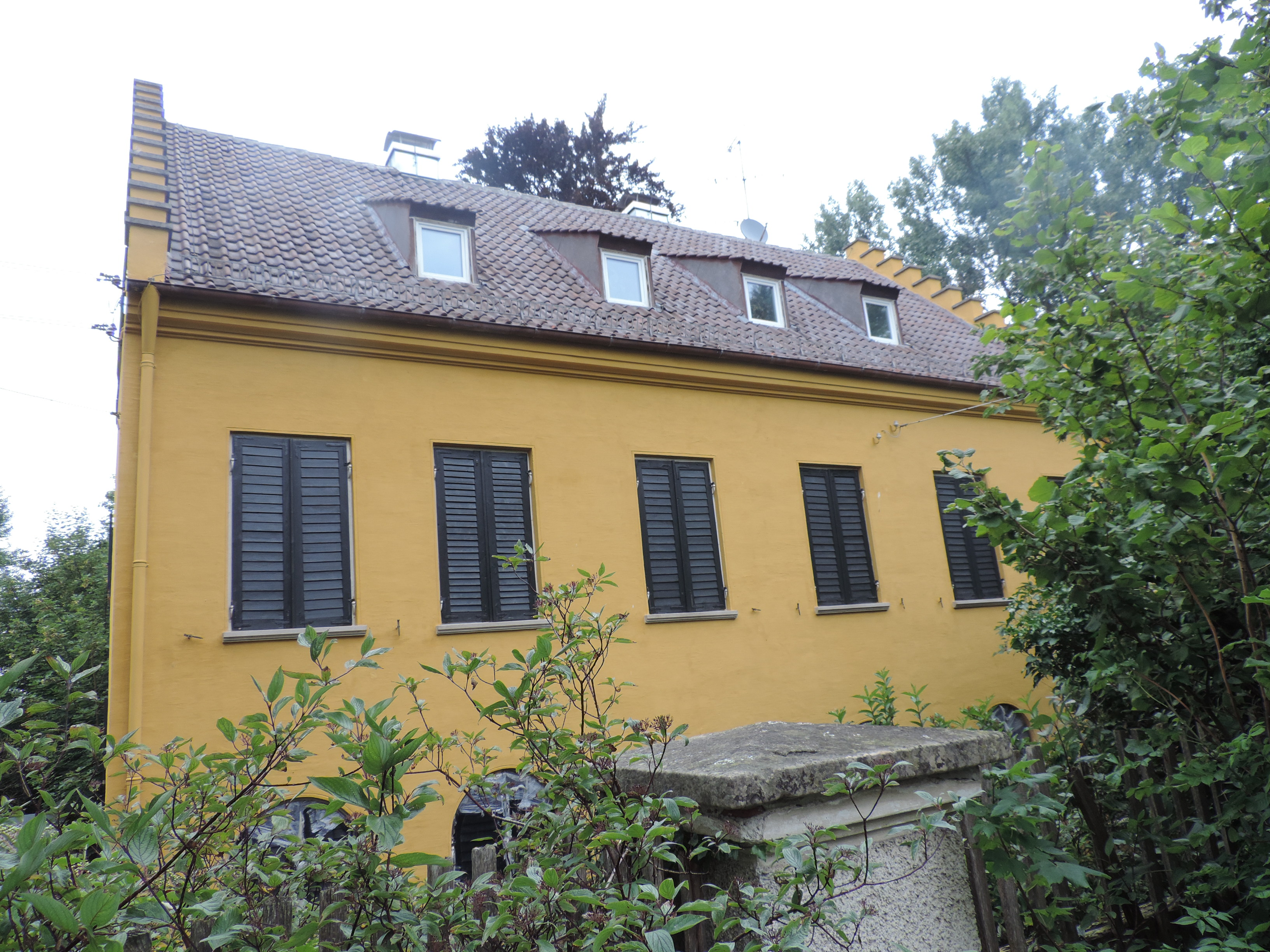
Südfront des Schlosses
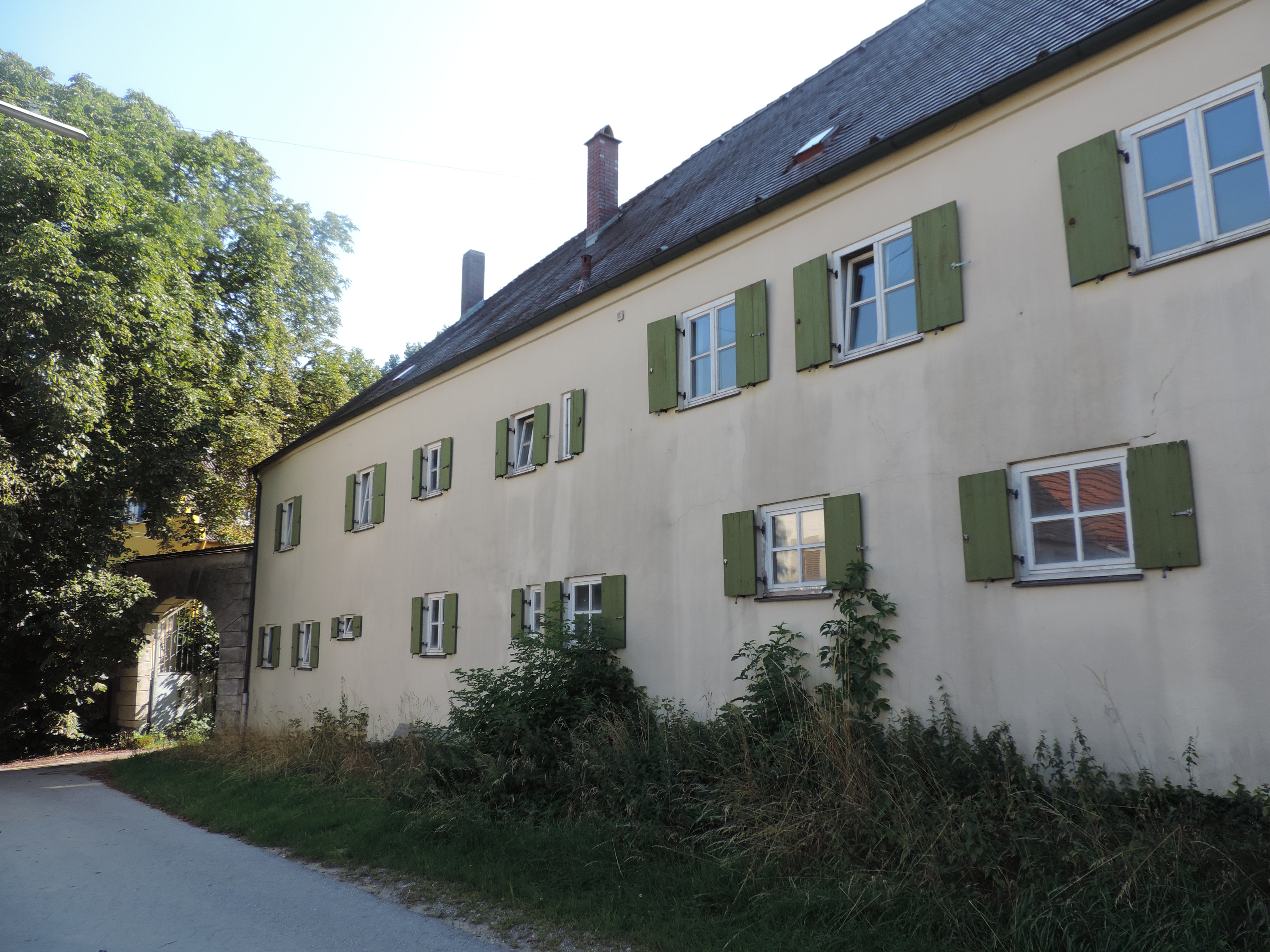
Gutshof
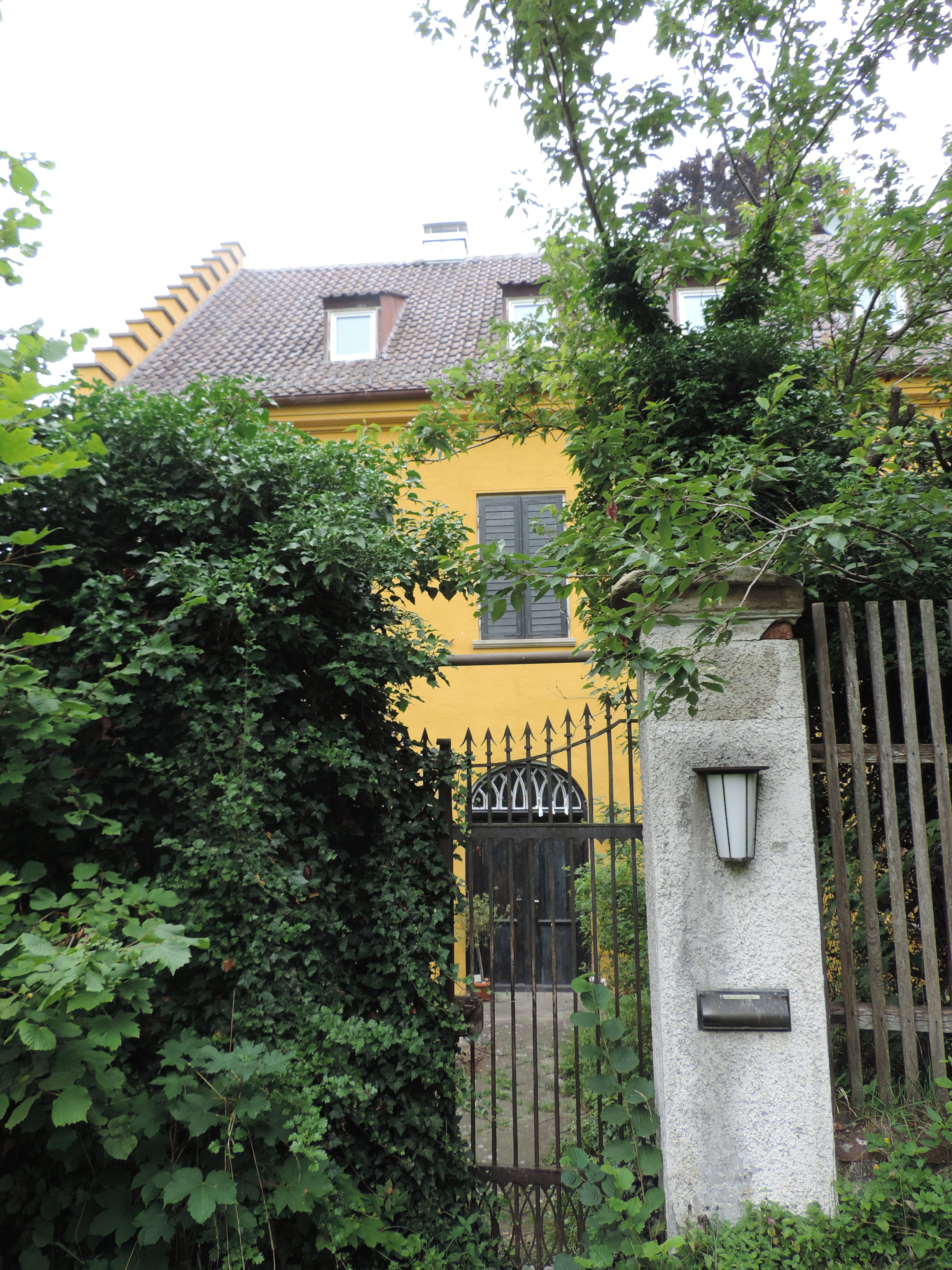
Gartentor an der Südfront des Schlosses